# 900重案追兇
《900重案追兇》（英語：Outburst）是香港電視廣播有限公司拍攝製作的時裝劇集，全劇共25集，由葉成康擔任監製。相比于同時期的刑偵破案劇，該劇收視欠佳，平均得28點。

## 故事大綱
朱承開（溫兆倫飾）本為CID，然而因為性格火爆與上司不合憤而辭去了警隊的職位，轉而成為了保聯保安顧問公司調查科經理，後來和相識多年的同事兼好友王一正（吳啟華飾）、高仁（成奎安飾）一起聯手破獲過不少的難解奇案及許多案件。
事業上頗為不順的承開在感情上也經歷了滑鐵盧，他先後結識活潑可人的林茜（宣萱飾）並展開追求，兩人之間一直分分合合沒有定數。後承開與茜因誤會而分開，一正便順勢贏得美人歸。與此同時，承開的前女友宋洛文（莫可欣飾）亦出現在了承開的面前，承開以為兩人重遇可和洛文重修舊好之際，卻被洛文存心戲弄，更因此被牽涉捲入雲之“婚宴毒殺案”。
朱承開在經歷了種種意外事件之後才發現，在洛文的背後，隱藏了許多的秘密，而他在追查真兇過程中茜與一正感情亦生波折，而茜亦被捲入了危險的兇殺案之中難以自拔。
最後承開選擇周麗雲後又與洛文分手，最後大家成為朋友。

## 演員表

### 主要演員
| 演員   | 角色   | 關係 | 昵称                    |
| 溫兆倫 | 朱承開 | 前警察，保聯保安顧問公司－保安部主管 宋洛汶之前男友 曾追求林茜 周麗雲之男友，但最后成为朋友 王一正、高仁之好友 蒋风之上司兼好友 | 开哥 阿开               |
| 吳啟華 | 王一正 | 警队高级督察 宋洛汶之前男友 林茜之男友，但最后成为朋友 朱承開之好友 高仁之上司兼好友                                            | 王Sir                   |
| 宣 萱  | 林 茜  | 林永才、林何美冰之女 林保志之妹 王一正之女友，但最后成为朋友 周麗雲、关慧芬之好友                                               | 阿茜                    |
| 成奎安 | 高 仁  | 警察 朱美玉之夫 朱承開、王一正之好友                                                                                            | 阿仁                    |
| 張鳳妮 | 周麗雲 | 保聯保安顧問公司－營業部主管 关慧芬、林茜之好友 朱承開之女友，但最后成为朋友                                                    | Diana                   |
| 盧宛茵 | 朱美玉 | 家庭主妇 朱承開之姑姑 高仁之妻 许陈美好之好友                                                                                   | 姑姐（朱承開之称） 阿玉 |

### 林家
| 演員   | 角色   | 關係                                     | 昵称   |
| 宣 萱  | 林 茜  | 参见主要演員                             | 阿茜   |
| 李龍基 | 林永才 | 林茜、林保志之父 林何美冰之夫            |        |
| 羅立勤 | 林保志 | 林永才、林何美冰之子 林茜之兄            | 阿志   |
| 蘇恩磁 | 何美冰 | 林永才之妻 林茜、林保志之母 病死，已去世 | 林太太 |

### 保聯保安顧問公司
| 演員   | 角色   | 關係                                            | 昵称  |
| 吳家樂 | 蔣 風  | 保聯保安顧問公司－調查科員工 朱承開之好友兼下屬 |       |
| 梁雪湄 | Karen  | 保聯保安顧問公司員工，后辞职                    |       |
| 林劍峰 | 姚志凡 | 保聯保安顧問公司員工                            |       |
| 黃小龍 | 伍可沖 | 保聯保安顧問公司營業部职员 周丽云之下屬         |       |
| 鄧汝超 | 林貴森 | 保聯保安顧問公司營業部职员 周丽云之下屬         | Sam   |
| 何美好 | 余欣欣 | 保聯保安顧問公司營業部职员 周丽云之下屬         | Linda |

### 將軍澳警署
| 演員   | 角色   | 關係                 | 昵称 |
| 沈寶思 | -      | 警司、督察           |      |
| 黃煒林 | 大 杉  | CID                  |      |
| 關可維 | 卓 和  | CID 王一正之下屬     | 阿和 |
| 吳列華 | 馮樂萍 | CID 王一正之下屬     | 阿萍 |
| 楊子韜 | 阮成佳 | CID 王一正之下屬     | 阿佳 |
| 麥子雲 | 陳泰臣 | CID 王一正之下屬     | 賭神 |
| 王大衛 | -      | 軍警、警員、軍裝警察 |      |
| 鄭瑞曉 | -      | 軍警、警員、軍裝警察 |      |
| 沈星銘 | -      | 軍警、警員、軍裝警察 |      |
| 盧 剛  | -      | 軍警、警員、軍裝警察 |      |

### 其他
| 演員   | 角色   | 關係                  | 昵称 |
| 方 傑  | 錢 復  | 朱美玉之前夫 好賭成性 |      |
| 饒秋寶 | 鄭小雨 | -                     |      |
| 湯盈盈 | Betty  | 相亲人员              |      |
| 姚瑩瑩 | Brenda | 相亲人员              |      |
| 伍慧珊 | Amy    | 相亲人员              |      |
| 盧慶輝 | Ricky  | 相亲人员              |      |
| 劉永晉 | Ray    | 相亲人员              |      |
| 蓋世寶 | May    | 婚纱店员              |      |
| 黎靖雪 | -      | 店员                  |      |
| 孫恩明 | -      | 飛仔                  |      |
| 梁照豪 | -      | 飛仔                  |      |
| 石 云  | 胜     | -                     |      |

### 与案件有关人物

#### 单元一：校園殺機-冷箭殺人案（第1-4集）
案件解释：女生刘采眉校园射箭场练箭时被箭射死，她的追求者承开的下属蒋风成为最大嫌疑人，后查出刘采眉与教师方子杰有染，因此方子杰与其妻方洪美珊都有杀人嫌疑，刘采眉生前好友吕绮玲在保龄球场打保龄球时中毒而亡，但凶手也因此现形。
杀人原委：凶手是刘采眉与吕绮玲的生前好友阮依琪。阮依琪曾和教师雷伟中相恋，但遭到好友刘采眉强烈反对，并向校方告密，雷伟中因此被开除，而阮依琪与此时恰巧怀了雷伟中的孩子，阮依琪听从刘采眉劝告拿掉了孩子，但却留下了心理障碍不能再孕，没料到事后刘采眉竟也喜欢上了教师，并声称如果怀了对方的孩子就能令对方与老婆离婚，此举大大刺激了阮依琪，认为刘采眉只懂得说别人，从不懂得反省自己，遂起了杀机，而吕绮玲的死为灭口。
| 演員   | 角色   | 關係 | 昵称          |
| 張沅薇 | 劉采眉 | 射箭组组员 富家女 方子杰之情妇 劉兆松、劉何潔芳之女 劉永同之妹 呂綺玲、阮依琪之好友 于第1集被阮依琪以箭射死    | May May 阿May |
| 黃清榕 | 呂綺玲 | 刘采眉、阮依琪之好友 追求朱承開 得知阮依琪为杀刘采眉的凶手后，劝其去自首 于第3集被阮依琪毒杀身亡               | Winnie        |
| 鄺文珣 | 阮依琪 | 劉采眉、呂綺玲之好友 雷偉中之女友 杀害劉采眉、呂綺玲之凶手 于第1集以箭射死刘采眉 于第3集毒杀呂绮玲 于第4集被捕 | 阿琪          |
| 何浩源 | 雷偉中 | 杀死刘采眉之嫌疑犯 曾为教师，因被校长得知与阮依琪相恋后遭开除，后任舞蹈老师 阮依琪之男友 帮凶，知情不报        | 偉中          |
| 李耀敬 | 方子杰 | 杀死刘采眉之嫌疑犯 教师 和劉采眉有染 方洪美珊之夫                                                              | 子杰          |
| 蕭玉燕 | 洪美珊 | 杀死刘采眉之嫌疑犯 劉采眉之情敌 方子杰之妻                                                                     | 美珊          |
| 吳家樂 | 蔣 風  | 杀死刘采眉之嫌疑犯，被凶手偷盗弓箭后杀死刘采眉 参见保聯保安顧問公司                                            | 阿风          |
| 陳展鵬 | 歐力強 | 劉采眉、呂綺玲、阮依琪之同学                                                                                   | 阿强          |
| 李子奇 | 劉兆松 | 富商 劉采眉、刘永同之父 劉何潔芳之夫                                                                           |               |
| 劉桂芳 | 何潔芳 | 劉采眉、刘永同之母 劉兆松之妻                                                                                  | 刘太太        |
| 郭城俊 | 刘永同 | 劉兆松、劉何潔芳之子 劉采眉之兄 曾与李日升的妹妹交往                                                           |               |
| 黎秀英 | 三 姐  | 劉家之下人 |               |
| 趙靜儀 | 高太太 | 方家之鄰居 |               |
| 郭卓樺 | 李日升 | 杀死刘采眉之嫌疑犯 因其妹为了刘永同殉情自杀愤而纵火 于第2集被捕                                                | Danny         |
| 戴耀明 | Tommy  | 舞蹈班学生 |               |
| 湯俊明 | Bill   | 舞蹈班学生 |               |
| 伍文生 | Gary   | 舞蹈班学生 |               |
| 盧卓南 | Man    | 舞蹈班学生 |               |
| 梁照豪 | Wilson | 舞蹈班学生 |               |

#### 单元二：怒土埋尸-女美指失蹤謀殺案（第4-7集）
案件解释：美指关慧芬被人埋尸于邓家村，男友何泽昌及姐姐关慧娟成为最大嫌疑人，关慧芬房子保单受益人皆为何泽昌，而关慧娟向来与妹妹关慧芬关系不和，在妹妹预备结婚后仍赖着房子不走，后警方发现关慧芬公司同事罗世宏亏空公款且与老板妻子吴陈宝莉有染之事被关慧芬知道，于是罗世宏亦成为疑凶，而另一方面，在邓家村调查，警方发现关慧芬曾撞破古根与村长之妻邓麦娣的奸情，因此古根也有杀人动机。
杀人原委：凶手是关慧芬的男友何泽昌。关慧芬逼男友何泽昌考取会计师执照，可何泽昌屡考不中，何泽昌跟随关慧芬来到邓家村赔礼道歉，谁知二人又起争执，关慧芬怒骂何泽昌没用，要与其分手，更声称投资在他身上是最大的浪费，何泽昌一时气急，认为自己一片真心可对方竟当是一场投资，于是用石头将关慧芬砸死。
| 演員   | 角色     | 關係                                                                                  | 昵称         |
| 吳詠虹 | 關慧芬   | 林茜、周麗雲之好友 關慧娟同父异母之妹 何澤昌之女友 於第5集被何澤昌以石頭砸死          | Annie、阿芬  |
| 李衛民 | 何澤昌   | 關慧芬之男友 杀害關慧芬的凶手 于第7集企图杀害林茜后跳崖自杀，但未遂，其后被捕         | John         |
| 陳安瑩 | 關慧娟   | 杀死关慧芬之嫌疑犯 關慧芬同父异母之姊                                                 | 阿娟、娟姐   |
| 郭政鴻 | 羅世宏   | 杀死关慧芬之嫌疑犯 虧空公款 吳陳寶莉之外遇對象 關慧芬之同事 于第5集误把關慧芬摔出车外 | Peter        |
| 呂劍光 | 吳大年   | 富商 吳陳寶莉之夫 羅世宏之情敌                                                        |              |
| 施 明  | 吳陳寶莉 | 杀死关慧芬之嫌疑犯 吳大年之妻 羅世宏之情妇                                            | Polly 吴太太 |
| 李海生 | 鄧 成    | 鄧家村村长 邓麥娣之夫 古根之情敌                                                      | 邓村长       |
| 陳曉雲 | 鄧麥娣   | 鄧成之妻 和古根有染                                                                   | 邓太太       |
| 韋家雄 | 古 根    | 杀死关慧芬之嫌疑犯 混混 和鄧麥娣有染                                                  |              |

#### 单元三：咫尺危機-麻袋藏屍案（第8-12集）
案件解释：陈美好与女儿许婉宜发生激烈争吵，许婉宜深夜未归，陈美好出门寻找，在附近隧道一废弃的红白蓝塑胶袋中发现了女儿的尸体，陈美好成为嫌疑人，而许婉宜的男友温成冬、唐敏、于顺坤及余有信到自己家打麻将，期间毛永良在阳台被人杀害，在场的每一个人都颇有嫌疑，而与毛永良起过争执的温成冬也再一次成为嫌疑人，其中最大的嫌疑人唐敏死于自己家中，并被凶手制造成畏罪自杀的假象。
杀人原委：凶手是洗衣店老板余有信。余有信试图侵犯许婉宜，在对方强烈反抗时将对方杀死，而此事被毛永良发现，余有信不堪忍受毛永良的勒索，及毛永良暗示要将此事告之警方，遂起了杀机，余有信知道唐敏有轻生念头后，便找唐敏做替罪羔羊转移警方视线。
| 演員   | 角色     | 關係 | 昵称                      |
| 羅君左 | 余有信   | 有信洗衣店老板 被毛永良威胁勒索 杀害許婉宜、毛永良、唐敏之凶手 于第12集被捕                                         | 信记                      |
| 劉美珊 | 許婉宜   | 负责帮人带货贩毒 許陳美好之女 溫成冬之女友 于第8集被余有信以烫衣板砸死                                              | 阿宜                      |
| 鄧英敏 | 毛永良   | 威胁勒索余有信、于順坤 威胁勒索并强奸唐敏 于第9集被余有信以刀刺殺 唯一是死有餘辜的死者                              | 臭口良 无良（朱美玉之称） |
| 李桂英 | 唐 敏    | 前看护所职员，曾因疏忽照顾婴儿而意外将婴儿闷死 被毛永良勒索强奸 想自殺但被偽裝成自殺 于第11集被余有信以刀片割脉身亡 | 唐姑娘                    |
| 盧宛茵 | 朱美玉   | 杀死毛永良、唐敏之嫌疑犯 参见主要演員                                                                               | 阿玉                      |
| 馮素波 | 許陳美好 | 杀死许婉宜、毛永良、唐敏之嫌疑犯 許婉宜之母 朱美玉之好友                                                            | 阿好                      |
| 关菁   | 于顺坤   | 杀死毛永良、唐敏之嫌疑犯 因为以前对老婆见死不救而被臭口良威胁                                                       | 坤记                      |
| 麥嘉倫 | 溫成冬   | 杀死许婉宜、毛永良之嫌疑犯 許婉宜之男友                                                                             | 阿冬                      |
| 曹 濟  | -        | 溫成冬之父 |                           |
| 廖麗麗 | 洪師奶   | 許陳美好之鄰居 |                           |
| 葉振聲 | 簡 天    | 贩毒首脑 |                           |
| 雷穎怡 | 羅月娥   | 許婉宜之同学兼好友                                                                                                  | 阿娥                      |

#### 单元四：迷難困局－法醫官密室殺人事件（第13-16集）
案件解释：法医白中平在家中身亡，起先以为是自杀，后怀疑为他杀，佣人六姐之子曾少荣曾因白中平不肯写推荐信而与其发生争执，后又在案发当晚去白家企图偷窃，遂成为涉案嫌疑人，而白中平妻子邢英与情夫徐敬业亦在案发当晚返回过白家，二人也都有嫌疑。
杀人原委：白中平患了多发性硬化症，属不治之症，而妻子所怀孩子亦非亲生，因为其不育，接连打击使其产生厌世情绪，但又想报复对自己不忠的妻子，遂明明自杀却做得好像他杀一样。
| 演員   | 角色   | 關係 | 昵称         |
| 郭德信 | 白中平 | 法醫官 白安淮之养父 邢英之夫 患有多发性硬化症、不育症 于第13集服安眠药自杀身亡 陷害邢英、徐敬業为杀人凶手                        | 白Sir        |
| 馮曉文 | 邢 英  | 模特兒 杀死白中平之嫌疑犯 白中平之妻 白安淮之养母兼暗戀對象 和徐敬業有染，后反目 Ada之情敌 懷有徐敬業的孩子但是後來被Ada打至流產 | Fiona 白太太 |
| 莫家堯 | 徐敬業 | 模特兒 杀死白中平之嫌疑犯 和白邢英有染，后反目                                                                                   | Benny        |
| 蔣 克  | 白安淮 | 白中平、邢英之养子，曾暗戀邢英                                                                                                   | 阿淮         |
| 王維德 | 曾少榮 | 杀死白中平之嫌疑犯 白家前下人 案发当日曾欲偷窃                                                                                   | 阿榮         |
| 馮瑞珍 | 六 姐  | 白家之下人 曾少榮之母 |              |
| 張 捷  | 阿 虹  | 曾少榮之前女友 |              |
| 黃鳳琼 | Dini   | 模特兒經理人 邢英之同事 |              |
| 康 華  | Ada    | 模特兒 徐敬業前女友 错手把邢英打至流產                                                                                           |              |
| 可 心  | Eliza  | 模特兒 邢英之同事 |              |
| 陳向瑩 | Janet  | 模特兒 邢英之同事 |              |
| 梁健平 | 趙志立 | 律師 白中平之前好友 于第13集被老婆買凶殺害                                                                                       |              |
| 詹秉熙 | 許令郎 | 欺騙周麗雲感情 |              |

#### 单元五：奪命婚宴－婚宴毒殺案（第17-21集）
案件解释：承开和一正的前女友宋洛文在结婚当日与未婚夫江幼坚喝交杯酒时，双双毒发身亡，在婚宴上出现的神秘女子江幼坚的前女友施小曼成为首要嫌疑人，后警方得悉林茜的父亲林永才曾试图用毒药毒死江幼坚和宋洛文，遂亦成为重要嫌疑人，不久警方发现一具焦尸，死者为施小曼，而与承开素有矛盾的文达石在家中被人杀害，承开曾动手打过死者，并与案发当日去过死者家，因此成为疑凶，后经卖粽子友叔做时间证人方洗脱嫌疑。
杀人原委：凶手是林茜的父亲林永才。江啟生当年为骗保险金而纵火，导致林永才的儿子林保志不幸惨死，而妻子陈雅芝因此郁郁而终，林永才为了给死去的妻儿报仇遂毒死江幼坚和宋洛文，后林永才怕施小曼泄露出当时见过自己，于是杀人灭口，文达石一时贪心将林永才下过毒的剩下一支水晶杯收入家中，林永才预高价买回，谁知被文达石猜到是他杀死江幼坚和宋洛文，二人争执中林永才将文达石杀死。
| 演員   | 角色     | 關係                                                                                                | 昵称      |
| 鄭柏麟 | 江幼堅   | 江啟生、江陳雅芝之子 宋洛文之夫 施小曼之前男友 于第17集被林永才毒死                                 | Marco     |
| 莫可欣 | 宋洛文   | 江幼堅之妻 朱承開、王一正之前女友 宋友祥、宋馬鳳君之女 于第17集被林永才毒死                         | Carman    |
| 李龍基 | 林永才   | 殺害江幼堅、宋洛文、施小曼、文達石之兇手，於第21集自殺身亡                                          | 才叔      |
| 羅立勤 | 林保志   | 被江家放火燒死                                                                                      | 阿志      |
| 何嘉麗 | 施小曼   | 杀死江幼堅、宋洛文之嫌疑犯 江幼堅前女友，被玩弄感情 企图毒杀江幼堅、宋洛文 于第18集被林永才灭口杀害 | 小曼      |
| 鄭家生 | 文達石   | 杀死江幼堅、宋洛文之嫌疑犯 多年前謀殺自己的老婆和老婆的情夫，但脫罪 于第20集被林永才衝動誤殺        |           |
| 譚一清 | 江啟生   | 缺德商人 当年放火騙保險金不慎誤殺林保志 江幼堅之父 江陳雅芝之夫                                     |           |
| 溫兆倫 | 朱承开   | 杀死文達石之嫌疑犯 参见主要演員                                                                     | 阿开 开哥 |
| 華中男 | 宋友祥   | 宋洛文之父 宋馬鳳君之夫                                                                             |           |
| 談佩珊 | 宋馬鳳君 | 宋洛文之母 宋友祥之妻                                                                               | 宋太太    |
| 戴少民 | 胡廣言   | 杀死江幼堅、宋洛文、施小曼之嫌疑犯 暗戀施小曼 江幼堅之助手                                          |           |
| 温双燕 | 江陳雅芝 | 江幼堅之母 江啟生之妻                                                                               |           |
| 余慕蓮 | 月 姐    | 宋家之下人                                                                                          |           |
| 孫季卿 | 友       | 賣粽子的小販 帮朱承开作证                                                                           |           |
| 朱樂輝 | Gary     | -                                                                                                   |           |

#### 单元六：血債驚魂－高家村白骨屠殺事件（第22-25集）
案件解释：高仁与朱美玉婚后，回高家村居住，在装修祖屋时挖出一具骸骨，死者为一直被村民误以为嫁去荷兰的阮美潔，不久阮美潔的好友阮兰心的女儿高小花浮尸海边，阮兰心承认阮美潔及高小花都是自己所杀，并在拘留所上吊自尽。
杀人原委：凶手是阮兰心的母亲洪日菊。12年前，阮兰心去荷兰，与高伟相恋，后二人性格不合分手，阮兰心独自回港，怀了高伟的女儿高小花，生性懦弱的阮兰心怕村民说闲话，便听从好姐妹阮美潔的话，声称小花是帮人代养的，后阮兰心与高辉结婚，因对方不喜欢小孩儿，便将小花交给阮美潔照顾，六年后，阮美潔与高伟热恋，并打算去荷兰，和高伟一起生活，要将小花交还给阮兰心，阮兰心哀求阮美潔带小花一起走，可阮美潔因高伟不肯要小花而拒绝，二人争执期间，阮美潔与阮兰心相继晕倒，阮兰心醒后，以为是自己误杀了阮美吉，却不知乃母亲洪日菊所杀，洪日菊见高小花画了一幅她杀人时的图画，遂杀高小花灭口。
| 演員   | 角色   | 關係 | 昵称      |
| 陳美琪 | 阮蘭心 | 杀死阮美吉、高小花之嫌疑犯 高輝之妻 高小花之親生母親 以為自己殺了阮美潔 于第25集為了維護母親，自首後在看守所里上吊自殺身亡 | 阿心      |
| 梁詠琳 | 阮美潔 | 高伟之女友 阮蘭心之好友 于6年前被洪日菊以砖头打死                                                                          | 阿吉      |
| 曾燕婷 | 高小花 | 阮蘭心、高伟之親生女兒 目睹洪日菊杀害阮美潔 于第25集被车撞伤后，遭洪日菊掐死                                               | 小花      |
| 羅 蘭  | 洪日菊 | 丧心病狂的杀人恶魔 阮蘭心之母 杀害阮美潔、高小花、高輝、高偉之凶手 于第25集被朱美玉自卫枪杀                                |           |
| 艾 威  | 高 偉  | 小花之親生父親 阮蘭心之旧情人 阮美潔之男友 高仁之同乡 于第25集被洪日菊以刀刺杀                                             | 阿伟      |
| 劉家輝 | 高 輝  | 阮蘭心之夫 高仁之同乡 于第25集被洪日菊以刀刺杀                                                                             | 阿辉      |
| 陳榮峻 | 高 炳  | 想賣地 高仁之同乡 多年前運氣好撿到錢                                                                                       | 阿炳      |
| 陳狄克 | 高 泰  | 想賣地 高仁之同乡 高家成员                                                                                                 | 阿泰      |
| 温兆倫 | 朱承开 | 于第25集险被洪日菊杀害 参见主要演員                                                                                        | 开哥 阿开 |
| 吳啟華 | 王一正 | 于第25集险被洪日菊杀害 参见主要演員                                                                                        | 王Sir     |
| 成奎安 | 高 仁  | 于第25集险被洪日菊杀害 参见主要演員                                                                                        | 阿仁      |
| 宣 萱  | 林 茜  | 曾教高小花画画 于第25集险被洪日菊杀害 参见主要演員                                                                         | 阿茜      |
| 盧宛茵 | 朱美玉 | 第25集险被洪日菊杀害 于第25集自卫枪杀洪日菊 参见主要演員                                                                   | 阿玉      |
| 陸希揚 | 高 健  | 高仁之同乡 高家成员 | 阿健      |
| 俞 明  | 高 華  | 高仁之同乡 高家成员 | 阿华      |

## 記事
- 此劇為宣萱第3次被脅持。[1]事源在2012年，有網民發現，自1994年無綫電視劇集《餐餐有宋家》開始18年來，每逢宣萱參演的古裝劇、時裝劇甚至電影角色全被安排做人質被綁架，被脅持的武器包羅萬有，當中宣萱於1994年無綫電視劇集《餐餐有宋家》被原子筆脅持最為荒謬，但每次角色因「主角光環」而安然無恙。截至2012年無綫電視劇集《飛虎》為止，宣萱曾於21套無綫電視劇集竟被脅持了22次，當中宣萱於2011年無綫電視劇集《萬凰之王》更被脅持了兩次，加上2011年新加坡劇集《萬福樓》、1996年無綫電視電影《虎膽虹威》及1997年電影《檔案X殺人犯》，宣萱共被脅持了25次，大破影視界紀錄，堪稱「存活率最高的人質王」，甚至被戲言「有宣萱的地方就有綁架發生」。[2]

## 電視節目的變遷
| 香港無綫電視翡翠台 星期一至五 21:00-22:00 時段 | 香港無綫電視翡翠台 星期一至五 21:00-22:00 時段 | 香港無綫電視翡翠台 星期一至五 21:00-22:00 時段 |
| ---------------------------------------------- | ---------------------------------------------- | ---------------------------------------------- |
|                                                | 900重案追兇 (1996.05.06 - 1996.06.07)          |                                                |
| 天地男兒 (1996.02.05 - 1996.05.03)             | 廉政行動組 (1996.06.10 - 1996.07.05)           |                                                |

1. ↑  .   [2020-12-17]. （原始内容存档于2019-08-13）.
2. ↑  .   [2020-03-15]. （原始内容存档于2020-04-26）.